# Tonnelier de mer
Phronima sedentaria
Espèce
Le tonnelier de mer (Phronima sedentaria) aussi nommé phronime est une espèce d'amphipode parasite des abysses européens. Sa principale zone d'habitat se trouve à environ un kilomètre de profondeur.

## Description
La taille moyenne des femelles est de l'ordre de 42 millimètres tandis que les mâles, trois fois plus petits, mesurent environ 15 mm.

## Distribution
Phronima sedentaria se trouve dans les eaux tempérées, tropicales et subtropicales de tous les océans du monde, incluant la Méditerranée. Il vit entre deux eaux dans les milieux pélagiques mais peut migrer jusqu'à la surface. Il s'accroche à une ascidie (salpe) ou à une méduse dont il dévore l'intérieur avant d'utiliser sa peau transparente comme « maison flottante » pour lui même et ses petits.

## Mode de vie
Le Tonnelier de mer est carnivore et se nourrit de zooplancton, de krill et de vers de mer.
La phronime est à même de se rendre invisible.